# ژانگ ییمو
جانگ ییمو (به چینی: 张艺谋/張藝謀/Zhāng Yìmóu) (زاده ۱۴ نوامبر ۱۹۵۱) فیلم‌ساز بین‌المللی و تحسین‌شده چینی است که آثاری شاخص مثل «فانوس قرمز را برافراز»، «قهرمان» و «خانه خنجرهای پران» را در کارنامه خود دارد.

## فیلم‌شناسی
- ۱۹۸۷: ذرت سرخ (برنده خرس طلایی جشنواره فیلم برلین)
- ۱۹۹۰: جو دوو
- ۱۹۹۱: فانوس قرمز را برافراز
- ۱۹۹۲: داستان کیو جو (برندهٔ شیر طلایی جشنواره فیلم ونیز)
- ۱۹۹۴: برای زندگی (برنده جایزه بزرگ جشنواره فیلم کن)
- ۱۹۹۵: مثلث شانگهای
- ۱۹۹۷: چیزی برای گفتن داره
- ۱۹۹۹: نه یکی کمتر (برندهٔ شیر طلایی جشنواره فیلم ونیز)
- ۱۹۹۹: مادر و پدر من
- ۲۰۰۲: قهرمان
- ۲۰۰۴: خانه خنجرهای پران
- ۲۰۰۶: نفرین گل طلایی
- ۲۰۰۷: شبِ فیلم (یکی از اپیزودهای چندگانه هر کس سینمای خودش)
- ۲۰۰۹: یک زن، یک اسلحه و یک مغازه رشته فرنگی
- ۲۰۱۱: گُل‌های جنگ
- ۲۰۱۶: دیوار بزرگ
- ۲۰۲۰: یک لحظه
- تک‌تیراندازها (۲۰۲۲)
- ۲۰۲۳: رودخانه سرخ